# Waldemar Laury

Waldemar Laury

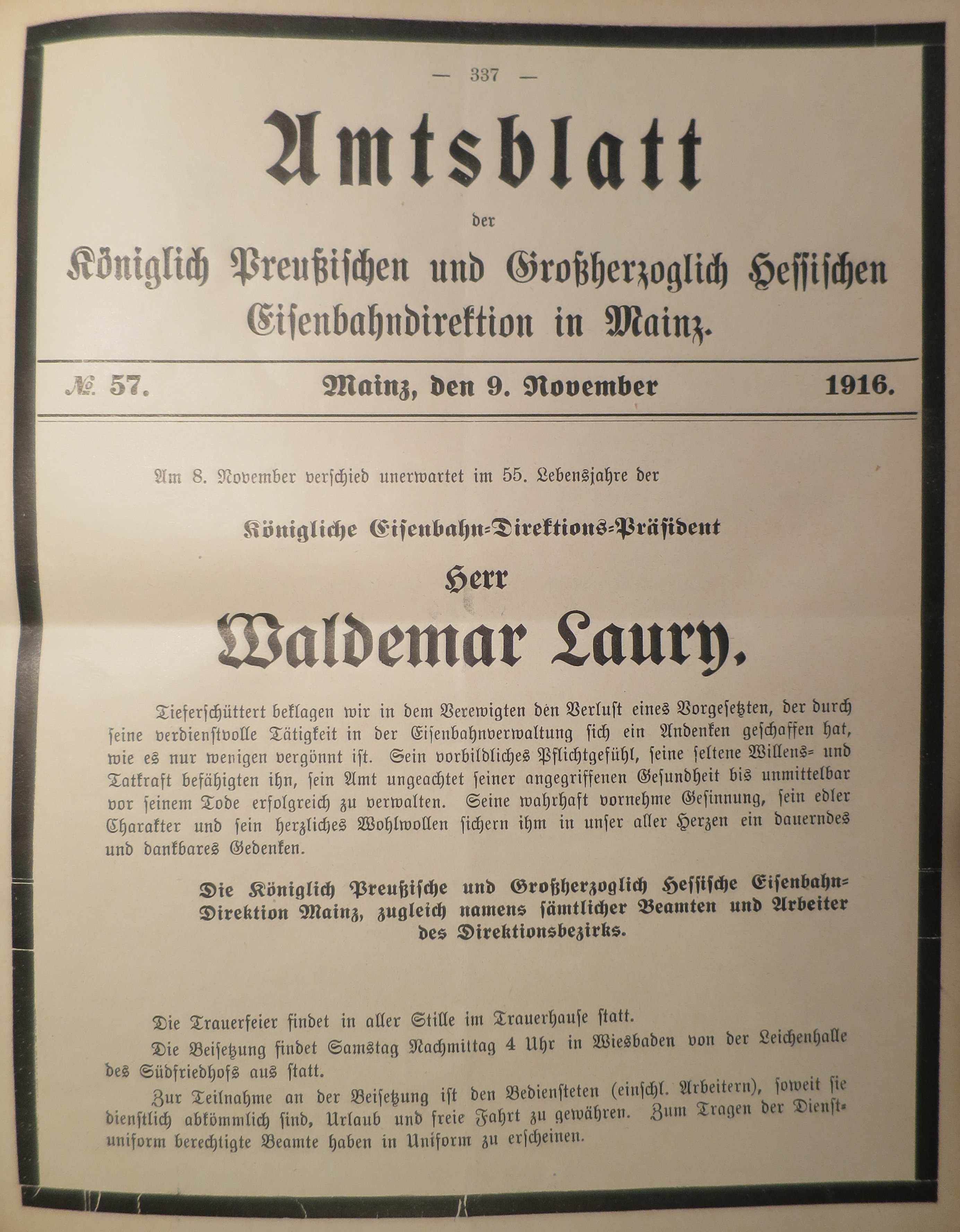
Todesanzeige für Waldemar Laury im Amtsblatt der Königlich Preußischen und Großherzoglich Hessischen Eisenbahndirektion in Mainz

Waldemar Laury  (* 1. Februar 1862 in Berlin; † 8. November 1916 in Mainz) war ein deutscher Eisenbahnbeamter und Präsident der Eisenbahndirektion Mainz.

## Leben
Bevor er sein Amt in Mainz antrat, hatte er Stellen in der Königlichen Eisenbahndirektion Berlin (so: 1908) und im preußischen Ministerium der öffentlichen Arbeiten, dem preußischen Eisenbahnministerium, inne. Seit September 1908 war er Präsident der Königlich Preußischen und Großherzoglich Hessischen Eisenbahndirektion in Mainz. Hier verstarb er nach längerer Krankheit an den Folgen einer schweren Lungenentzündung im Amt. Trauerfeier und Beisetzung fanden auf dem Südfriedhof in Wiesbaden statt.

## Ehrungen
- Roter Adlerorden 4. Klasse (Königreich Preußen)[5]
- Ritter 1. Klasse des Königlich Sächsischen Albrechts-Ordens mit Krone
- Großherzoglich Hessisches Ehrenzeichen „Für Kriegsverdienste“[6]